# Григораш, Любовь Дмитриевна
Любовь Дмитриевна Григораш (6 октября 1939, Сталинская область, Украинская ССР) — доярка колхоза имени Ленина Марьинского района Донецкой области, Украинская ССР. Герой Социалистического Труда (1966).

## Биография
Родилась в 1939 году в крестьянской семье в одном из сельских населённых пунктов Сталинской области. С 15-летнего возраста трудилась телятницей. Окончила заочное отделение сельскохозяйственного техникума, затем трудилась дояркой в колхозе имени Ленина Марьинского района.
Во время Семилетки (1959—1965) ежегодно получала от каждой фуражной коровы в среднем по 5 тысяч килограмм молока. Указом Президиума Верховного Совета СССР от 22 марта 1966 года удостоена звания Героя Социалистического Труда за «достигнутые успехи в развитии животноводства, увеличении производства и заготовок мяса, молока, яиц, шерсти и другой продукции» с вручением ордена Ленина и золотой медали «Серп и Молот» (№ 10089).
В последующем трудилась зоотехником. В 1990-е годы вышла на пенсию.
По состоянию на 2012 год проживала в городе Красногоровка Покровского района.